# ماتیس ۸۲۴۰
سیارک ۸۲۴۰ (به انگلیسی: 8240 Matisse، نامگذاری:4172T-2) هشت هزار و دویست و چهلمین سیارک کشف شده‌است که در ۲۹ سپتامبر ۱۹۷۳ کشف شد.
قدر مطلق سیارک برابر ۱۴٫۷۰ است.